# 圣维托-苏洛伊奥尼奥
圣维托-苏洛伊奥尼奥（義大利語：San Vito sullo Ionio），是意大利卡坦扎罗省的一个市镇。总面积17平方公里，人口1858人，人口密度109.3人/平方公里（2009年）。ISTAT代码为079122。